# Wohn- und Wirtschaftsgebäude Doenhauser Straße 14

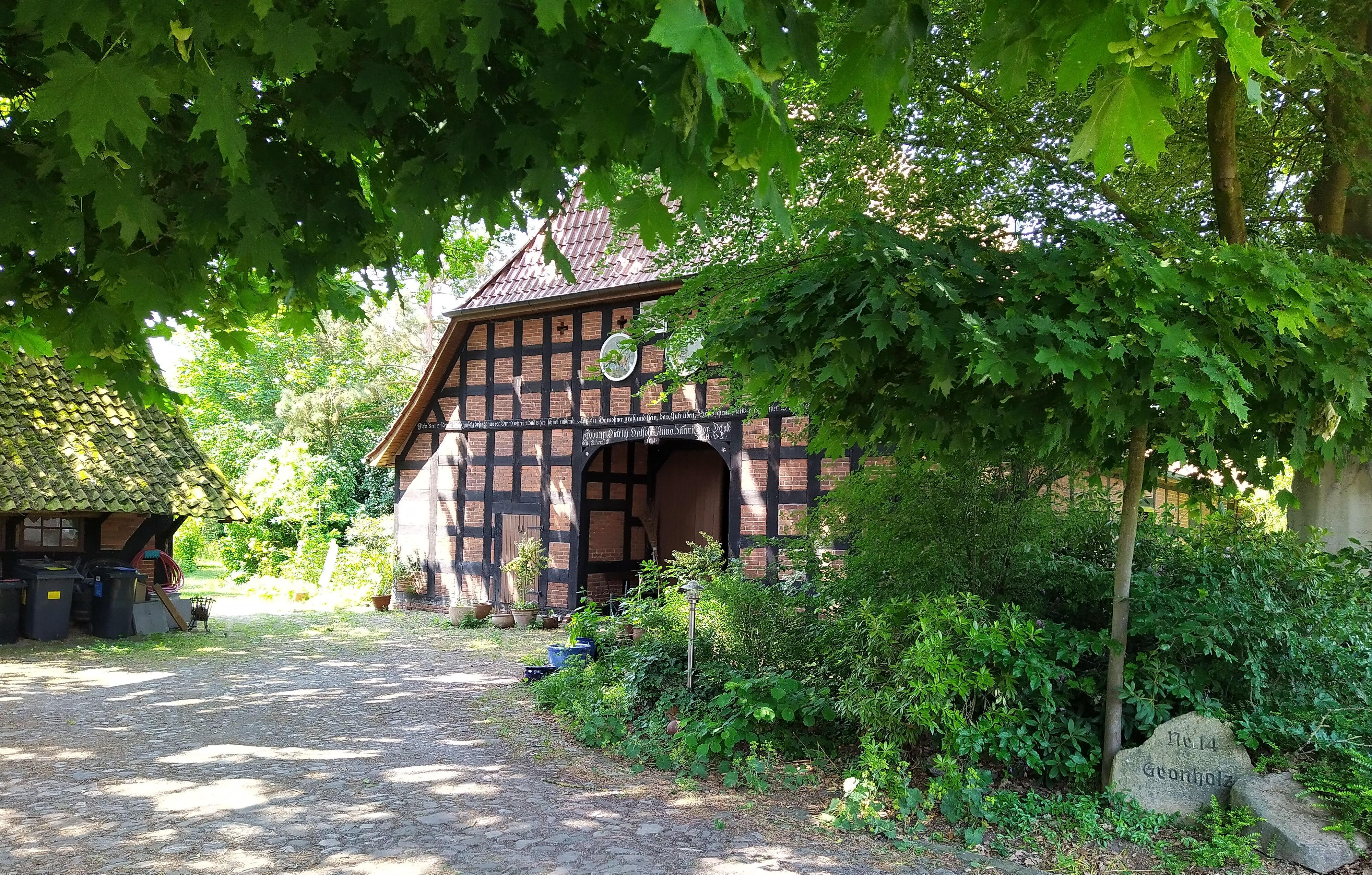
Doenhauser Straße 14

Das Wohn- und Wirtschaftsgebäude Doenhauser Straße 14, Ecke Feldstraße, in Eystrup in der niedersächsischen Samtgemeinde Grafschaft Hoya, stammt vom Anfang des 19. Jahrhunderts.
Das Gebäude wird auch aktuell als Wohn- und Wirtschaftshaus genutzt.
Das Gebäude steht unter Denkmalschutz (siehe auch Liste der Baudenkmale in Eystrup).

## Beschreibung
Das eingeschossige traufständige Zweiständer-Hallenhaus in Fachwerk mit Steinausfachungen, mit Krüppelwalmdach und Niedersachsengiebel wurde 1818 (Inschrift) für Johann Dietrich und Anna Marie Hafsohl (Inschrift über der Grooten Door) gebaut. Das gleichmäßige Rasterfachwerk ohne sichtbare Diagonalen ist bemerkenswert.
In einer Bildergalerie des Heimatvereins wird es als Bauernhaus der Familie Gronholz gezeigt.
Das Niedersächsische Landesamt für Denkmalpflege befand: „… geschichtliche Bedeutung … durch beispielhafte Ausprägung eines niederdeutschen Hallenhauses in Zweiständerkonstruktion …“